# Sondrio (província)
A província de Sondrio é uma província italiana da região da Lombardia com cerca de 176 856 habitantes, densidade de 55 hab/km². Está dividida em 78 comunas, sendo a capital Sondrio.

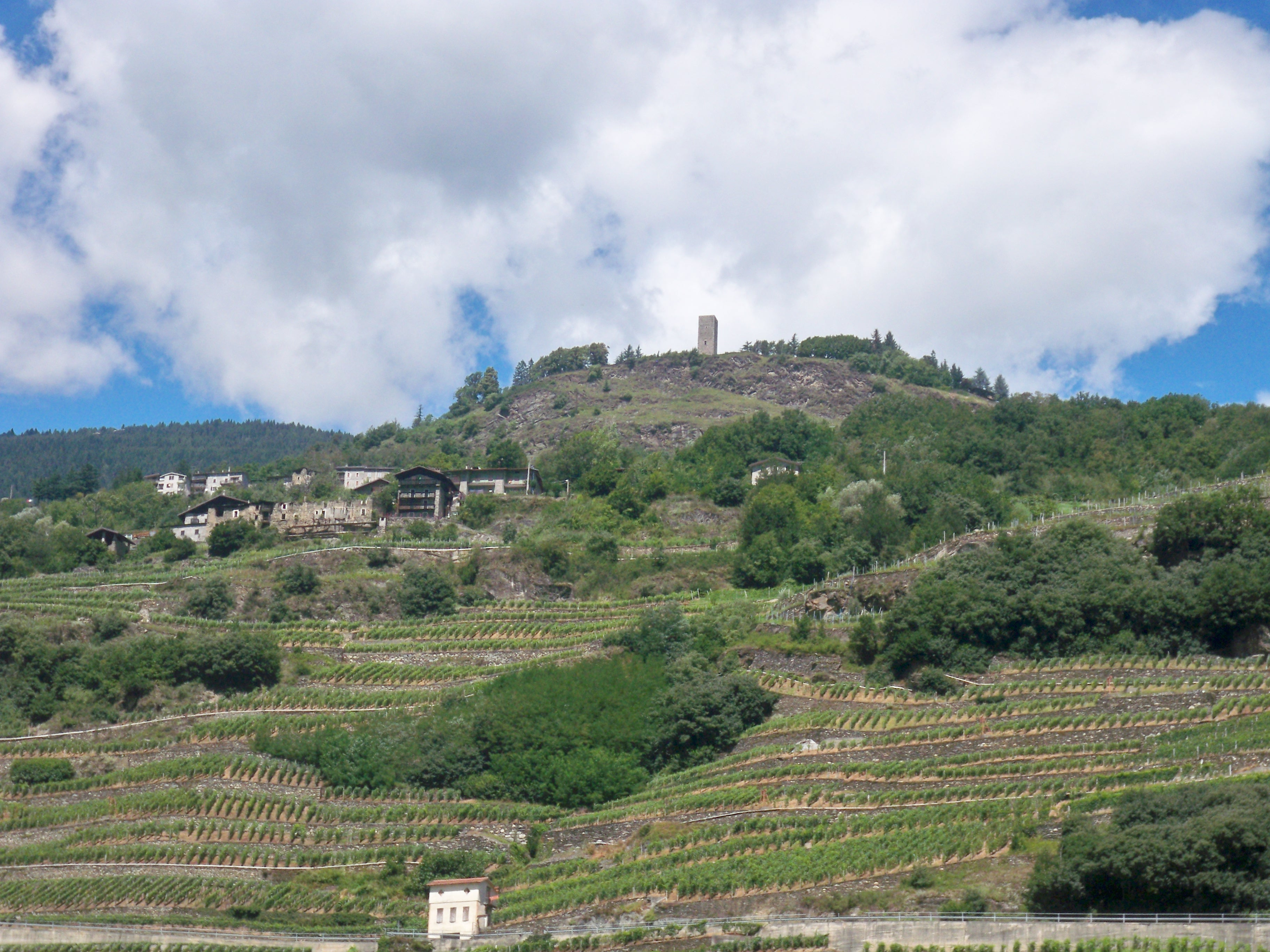
Plantação em terraços. Valtellina, província de Sondrio.

Faz fronteira a norte e a oeste com a Suíça (Cantão de Grisões); a leste, com a província de Bréscia e com a região de Trentino-Alto Ádige (província de Trento e província de Bolzano); ao sul, com a província de Bérgamo; a oeste, com a província de Como e com a província de Lecco.